# 张克锦
张克锦（1946年—）男，四川达县（今四川省达州市通川区）人，画家。12岁便被打成“右派”，关进监狱，成为中华人民共和国反右运动中年龄最小的右派。

## 生平
1957年整风运动初期，各单位号召大鸣大放，给中国共产党党员提出意见。当时，四川达县一家帽鞋生产合作社的职工冉某给达县城关镇的某位领导提意见，并请人画了一幅漫画。随后在反右运动中，冉某因此被打成“右派”，不久跳下大桥自杀身亡。那幅漫画则被查出是小学5年级学生、12岁的张克锦画的。
当时，12岁的张克锦并不懂得“大鸣大放”，也不认识上述那位城关镇领导，其家人也同该领导并无瓜葛。张克锦从小就有绘画天赋，曾获少儿绘画大奖。邻居冉某请张克锦帮助画了一幅《一手遮天的×××》的漫画，讽刺这位领导。张克锦被查出是漫画作者后，因仅12岁，“右派分子”的名号似不太合适。有关领导经认真研究，最后决定将张克锦定为“右童分子”。
当时，“右派分子”并未全部关进监狱，但张克锦却被关入监狱7年。1958年4月的一天，12岁的张克锦正在小学教室内上课，街道居民委员会分管治保工作的一位阿姨将他叫出教室，带到城关镇。在城关镇，他被押到一座礼堂内，礼堂内人山人海，张克锦被反剪双手推到台上。在一片响亮的口号声中，张克锦吓得大哭。随后，张克锦被抓进监狱，当时既未向他出示逮捕证，也未让他签字画押。在监狱中，张克锦被正式戴上了“右童分子”的帽子。此后他在监狱里度过了7年时光。
张克锦的“右童分子”帽子一直戴到的1979年，中共中央决定全部摘掉右派分子帽子时才被摘下。当时，张克锦的《平反通知书》被有关部门送至其原来就读的小学，即今达州市通川区第一小学。
张克锦获得平反并落实政策后，被安排了工作，退休前担任四川省达州市通川区总工会工人文化宫美术专业干部。他爱好十分广泛，既喜欢绘画、书法，又喜欢读书、集邮，还喜欢同京剧票友聚会。他还在家里开设了少儿美术书法培训班。